# Euceromasia solata
Euceromasia solata là một loài ruồi trong họ Tachinidae.